# Andy Garcia
Pour les articles homonymes, voir García.
Andrés García Menéndez, dit Andy Garcia, est un acteur, réalisateur et producteur de cinéma américano-cubain, né le 12 avril 1956 à La Havane.

## Biographie

### Jeunesse
Andy Garcia naît sous le nom d'état civil d'Andrés Arturo García Menéndez le 12 avril 1956 à La Havane, d'un père avocat et d'une mère professeur d'anglais. La famille quitte Cuba et s'installe à Miami après le débarquement de la baie des Cochons en 1961. Après quelques années difficiles, la nouvelle entreprise d'import-export de son père permet un nouveau confort de vie. Moqué à cause de son accent, il intègre l'équipe de basket-ball de son école secondaire mais se voit contraint d'abandonner à la suite d'une mononucléose. Il se tourne alors vers la comédie et prend des cours à la Miami Beach Senior High School.

### Carrière
Après quelques petits boulots, Andy Garcia débute à la télévision dans la série Capitaine Furillo (Hill Streets Blues) et dans Arabesque (épisode « L'assassinat de Sherlock Holmes ») dans le rôle d'un gangster, puis dans The Mean Season. Il est engagé par le réalisateur Hal Ashby pour un second rôle dans Huit millions de façons de mourir (1986). Remarqué par Brian De Palma, il se voit offrir un rôle pour Les Incorruptibles (1987) qu'il accepte, celui d'un jeune inspecteur de police dans l'équipe formée par Kevin Costner et Sean Connery. Le film est un grand succès et fait connaître Andy Garcia au monde entier.
En 1989, il fait face à Michael Douglas dans Black Rain de Ridley Scott. L'année suivante conforte pour de bon son nouveau statut de star internationale : le réalisateur Francis Ford Coppola lui offre le rôle de Vinnie dans Le Parrain 3, convoité par des acteurs tels que Val Kilmer ou Nicolas Cage. Sa performance face à Al Pacino lui vaut d'être nommé pour l'Oscar du meilleur acteur dans un second rôle et aux Golden Globes.
Nouvelle figure incontournable du cinéma, la décennie suivante sera pourtant moins prolifique en succès. On retient sa prestation face à Dustin Hoffman dans Héros malgré lui (1992) de Stephen Frears ou dans Jennifer 8 la même année. Partenaire de Meg Ryan dans Pour l'amour d'une femme (1994), il incarne à nouveau un criminel dans Dernières heures à Denver (1995). En 1997, il joue dans le film de Sidney Lumet, Dans l'ombre de Manhattan. Cette décennie lui aura toutefois permis de passer derrière la caméra, pour réaliser un documentaire sur le musicien cubain Cachao, Cachao... Como Su Ritmo No Hay Dos en 1993.
La renaissance arrive avec les années 2000. Après avoir partagé l'affiche de L'Homme d'Elysian Fields (2001) avec la star du rock Mick Jagger, il fait la même année partie de la luxueuse distribution de Ocean's Eleven de Steven Soderbergh, reprise du film homonyme de 1960 (en VF, L'Inconnu de Las Vegas). Il y incarne un directeur de casino louche de Las Vegas face aux personnages de truands incarnés notamment par George Clooney, Brad Pitt, Matt Damon et Julia Roberts et reprend son rôle dans la suite, Ocean's Twelve (2004).
Redevenu bankable, Andy Garcia se permet d'explorer de nouveaux horizons. Il incarne le peintre Amedeo Modigliani dans Modigliani de Mick Davis, face à la française Elsa Zylberstein. Pour sa deuxième réalisation en 2005, Adieu Cuba, il retrouve son île natale pour un film personnel et touchant avec l'Espagnole Inés Sastre. Il y incarne le propriétaire d'un club pendant la période de transition entre le dirigeant Fulgencio Batista (qui finira par s'exiler aux États-Unis) et Fidel Castro.

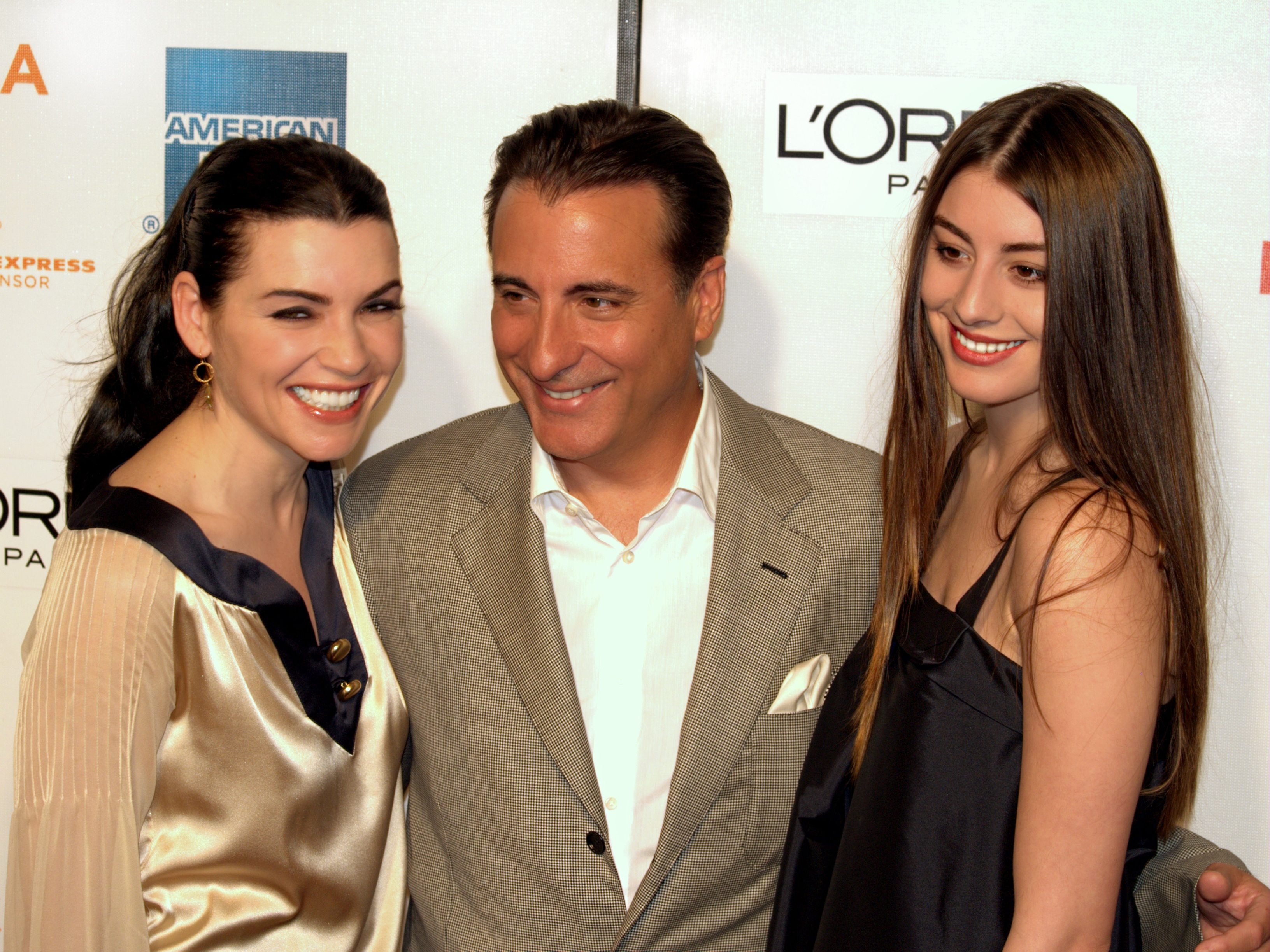
Andy Garcia lors du Festival du film de Tribeca 2009 entouré de l'actrice Julianna Margulies (à gauche) et de sa fille Dominik García-Lorido.

En 2007 il retrouve la bande des Ocean's pour le troisième volet de la série. Il n'a toutefois qu'un rôle clin d'œil, le vrai « méchant » du film étant son partenaire du Parrain, Al Pacino. En 2009, il fait à nouveau une apparition secondaire dans La Panthère rose 2 aux côtés de Steve Martin et Jean Reno, avant de prêter sa voix à un chien dans Le Chihuahua de Beverly Hills.
En 2012, il interprète le rôle du général Enrique Gorostieta, héros de la guerre des Cristeros, dans For Greater Glory, un succès au Mexique et aux États-Unis. Le film sort en salles en France en mai 2014, sous le titre Cristeros.
En 2009, à 53 ans et près de soixante rôles à la télévision et au cinéma, Andy Garcia est honoré par le Festival du cinéma américain de Deauville qui lui décerne un hommage pour l'ensemble de sa carrière. Il y présente également City Island, film dans lequel il partage la vedette avec sa fille Dominik García-Lorido.
En 2016, il apparaît dans la série Ballers créé par Steve Levinsondd, dans le rôle d'André.

### Vie privée
En 1982, Andy Garcia épouse Marivi Lorido, avec qui il a trois filles : l'actrice Dominik García-Lorido (née en 1983), Daniella (née en 1988) et Alessandra (née en 1991), et un fils, Andres (né en 2002).

## Filmographie

### Acteur

#### Cinéma
Années 1980
- 1983 : Guaguasi de Jorge Ulla : Ricardo
- 1983 : Strip Academy (A Night in Heaven) de John G. Avildsen : T. J., le barman
- 1983 : Blue Skies Again de Richard Michaels : Ken
- 1984 : Manhattan Solo de Arthur Hiller
- 1985 : Un été pourri (The Mean Season) de Phillip Borsos : Ray Martinez
- 1986 : Huit Millions de façons de mourir (8 Million Ways to Die) de Hal Ashby : Angel Moldonado
- 1987 : Les Incorruptibles (The Untouchables) de Brian De Palma : Giuseppe Petri / George Stone
- 1988 : Envers et contre tous (Stand and Deliver) de Ramón Menéndez : Dr. Ramirez
- 1988 : American Roulette de Maurice Hatton : Carlos Quintas
- 1989 : Black Rain de Ridley Scott : l'inspecteur Charlie Vincent

Années 1990
- 1990 : Affaires privées (Internal Affairs) de Mike Figgis : Raymond Avila
- 1990 : État de force (A Show of Force) de Bruno Barreto : Luis Angel Mora
- 1990 : Le Parrain 3 (The Godfather Part III) de Francis Ford Coppola : Don Vincent « Vinnie » Mancini-Corleone
- 1991 : Dead Again de Kenneth Branagh : Gray Baker
- 1992 : Héros malgré lui (Hero) de Stephen Frears : John Bubber
- 1992 : Jennifer 8 (Jennifer Eight) de Bruce Robinson : le sergent John Berlin
- 1994 : Pour l'amour d'une femme (When a Man Loves a Woman) de Luis Mandoki : Michael Green
- 1995 : Dernières heures à Denver (Things to Do in Denver When You're Dead) de Gary Fleder : Jimmy 'Le Saint' Tosnia
- 1995 : Faux frères, vrais jumeaux (Steal Big Steal Little), d'Andrew Davis : Ruben Partida Martinez / Robert Martin / Narrateur
- 1997 : Dans l'ombre de Manhattan (Night Falls on Manhattan) de Sidney Lumet : Sean Casey
- 1997 : The Disappearance of Garcia Lorca de Marcos Zurinaga : Federico García Lorca
- 1997 : Les Seigneurs de Harlem (Hoodlum) de Bill Duke : Lucky Luciano
- 1998 : L'Enjeu (Desperate Measures) de Barbet Schroeder : Frank Conner
- 1999 : Gary et Linda (Just the Ticket) de Richard Wenk : Gary Starke

Années 2000
- 2000 : Lakeboat de Joe Mantegna : Guigliani
- 2001 : Sous le silence (The Unsaid) de Tom McLoughlin : Michael Hunter
- 2001 : L'Homme d'Elysian Fields (The Man from Elysian Fields) de George Hickenlooper : Byron
- 2001 : Ocean's Eleven (L'Inconnu de Las Vegas) de Steven Soderbergh : Terry Benedict
- 2003 : Confidence de James Foley : Gunther Butan
- 2003 : Just Like Mona de Joe Pantoliano
- 2004 : Ocean's Twelve de Steven Soderbergh : Terry Benedict
- 2004 : Instincts meurtriers (Twisted) de Philip Kaufman : Mike Delmarco
- 2004 : The Lazarus Child de Graham Theakston : Jack Heywood
- 2004 : Modigliani de Mick Davis : Amedeo Modigliani
- 2005 : Adieu Cuba (The Lost city) de lui-même : Fico Fellove
- 2007 : États de choc de Jieho Lee : Fingers
- 2007 : Mise à prix (Smokin' Aces) de Joe Carnahan : Stanley Locke
- 2007 : Ocean's Thirteen de Steven Soderbergh : Terry Benedict
- 2008 : The Linea de James Cotten (DTV) : Javier Salazar
- 2009 : New York, I Love You, d'Allen Hughes: Garry
- 2009 : La Panthère rose 2 (The Pink Panther 2) de Harald Zwart : Vicenzo

Années 2010
- 2010 : City Island de Raymond de Felitta : Vincent Rizzo
- 2010 : État de guerre (5 Days of August) de Renny Harlin : Mikheil Saakachvili
- 2010 : Across the Line de R. Ellis Frazier : Jorge Garza
- 2012 : Cristeros de Dean Wright : Enrique Gorostieta Velarde
- 2013 : Open Road de Marcio Garcia : Chuck
- 2013 : A Dark Truth de Damian Lee : Jack Begosian
- 2013 : Middleton d'Adam Rodgers : George
- 2014 : Rob the Mob de Raymond De Felitta : Big Al
- 2014 : Rio 2 de Carlos Saldanha : Eduardo (voix)
- 2014 : Secret d'État de Michael Cuesta : Norwin Meneses
- 2014 : Cops : Les Forces du désordre  de Luke Greenfield : Brolin
- 2016 : SOS Fantômes (Ghostbusters) de Paul Feig : le maire de New York
- 2016 : Les Mémoires d'un assassin international de Jeff Wadlow : El Toro
- 2016 : Passengers de Morten Tyldum : Norris, le capitaine
- 2016 : Max Steel de Stewart Hendler : Dr. Miles Edwards
- 2017 : Geostorm de Dean Devlin : Président Andrew Palma
- 2018 : Le Book Club (Book Club) de Bill Holderman : Mitchell
- 2018 : Mamma Mia! Here We Go Again d'Ol Parker : Fernando Cienfuegos
- 2018 : Agents doubles (Bent) de Robert Moresco : Jimmy Murtha
- 2018 : La Mule (The Mule) de Clint Eastwood : Laton
- 2019 : Transfert (Against the Clock) de Mark Polish : Gerald Hotchkiss

Années 2020
- 2020 : Ana (en) de Charles McDougall : Rafa
- 2020 : Big Gold Brick de Brian Petsos : Floyd
- 2021 : Redemption Day de Hicham Hajji : l'ambassadeur Williams
- 2021 : Barb and Star Go to Vista Del Mar de Josh Greenbaum : Tommy Bahama
- 2021 : Un homme en colère (Wrath of Man) de Guy Ritchie : l'agent King
- 2022 : Father of the Bride de Gary Alazraki : Billy Herrera
- 2023 : Book Club: The Next Chapter de Bill Holderman : Mitchell
- 2023 : Marchands de douleur (Pain Hustlers) de David Yates
- 2023 : Expendables 4 (The Expendables 4) de Scott Waugh
- 2023 : Miranda's Victim de Michelle Danner : Alvin Moore
- 2024 : What About Love de Klaus Menzel : Peter Tarlton
- 2024 : Long Gone Heroes de John Swab : Roman
- 2025 : Wild Speed Girl (Eenie Meanie) de Shawn Simmons : Nico
- 2025 : Under the Stars de Michelle Danner
- 2025 : The Ark: An Iron Sky Story de Timo Vuorensola
- 2025 : The Prince de Cameron Van Hoy
- 2025 : Maserati: The Brothers de Robert Moresco : M. Rossini

#### Télévision
Téléfilms
- 1988 : Clinton and Nadine de Jerry Schatzberg : Clinton Dillard
- 2000 : For Love or Country : The Arturo Sandoval Story de Joseph Sargent : Arturo Sandoval
- 2013 : Un dernier tour pour Noël (Christmas in Conway) de John Kent Harrison : Duncan Mayor
- 2018 : My Dinner with Hervé de Sacha Gervasi : Ricardo Montalbán

Séries télévisées
- 1984 : Arabesque : épisode pilote : un voyou
- 2002 : Will et Grace (Will & Grace) de David Kohan et Max Mutchnick : Milo (saison 5, épisode 12)
- 2016 : Ballers : Andre Allen (saison 2)
- 2019 : Modern Love : Michael
- 2021 : Rebel : Julian Cruz
- 2024 : Landman : Galino

### Producteur
- 1993 : Cachao... Como Su Ritmo No Hay Dos, documentaire de lui-même
- 1999 : Gary et Linda de Richard Wenk
- 2001 : Sous le silence de Tom McLoughlin (producteur délégué)
- 2001 : L'Homme d'Elysian Fields de George Hickenlooper
- 2004 : Modigliani de Mick Davis (producteur délégué)
- 2005 : Adieu Cuba (The Lost City) de lui-même (producteur délégué)
- 2022 : Father of the Bride de Gary Alazraki (producteur délégué)

### Réalisateur
- 1993 : Cachao... Como Su Ritmo No Hay Dos (documentaire)
- 2005 : Adieu Cuba (The Lost City)

## Distinctions

### Récompenses
- 1991 : ShoWest Convention de la star masculine de l'année.
- 1997 : Nosotros Golden Eagle Awards de la performance la plus exceptionnelle dans un film[précision nécessaire].
- 1999 : ALMA Awards du meilleur acteur pour le film d'action pour L'Enjeu.
- 2002 : ALMA Awards du meilleur acteur dans un second rôle dans un thriller pour Ocean's Eleven.
- Festival international du film de Palm Springs 2002 : lauréat du prix pour l'ensemble de sa carrière.
- ALMA Awards 2006 : lauréat du prix Anthony-Quinn pour l'ensemble de sa carrière.
- 2006 : Imagen Foundation Awards du meilleur réalisateur dans un drame pour Adieu Cuba.
- Guadalajara Mexican Film Festival 2006 : lauréat du prix pour l'ensemble de sa contribution au monde du cinéma.
- Guadalajara Mexican Film Festival 2010 : lauréat du prix pour l'ensemble de sa carrière.
- 2013 : MovieGuide Awards de la performance la plus inspirée dans un drame biographique pour Cristeros.
- 2013 : ALMA Awards du meilleur acteur dans une comédie romantique pour At Middleton.
- 2017 : médaille d'or du mérite des beaux-arts (Espagne)[1].

### Nominations
- 1986 : New York Film Critics Circle Awards du meilleur acteur dans un second rôle pour Huit Millions de façons de mourir.
- 3e cérémonie des Chicago Film Critics Association Awards 1991 : meilleur acteur dans un second rôle pour Le Parrain 3 (Mario Puzo's The Godfather: Part III).
- 48e cérémonie des Golden Globes 1991 : meilleur acteur dans un second rôle pour Le Parrain 3.
- 63e cérémonie des Oscars 1991 :  meilleur acteur dans un second rôle pour Le Parrain 3.
- 1995 : MTV Movie & TV Awards de l'acteur le plus désirable pour Pour l'amour d'une femme.
- 1999 : ALMA Awards du meilleur acteur pour les drames Dans l'ombre de Manhattan et The Disappearance of Garcia Lorca.
- 2000 : ALMA Awards du meilleur acteur pour la comédie romantique pour Gary & Linda.
- 58e cérémonie des Golden Globes 2001 : meilleur acteur dans une mini-série ou un téléfilm pour For Love or Country: The Arturo Sandoval Story.
- Primetime Emmy Awards 2001 : Meilleur acteur dans une mini-série ou un téléfilm pour For Love or Country: The Arturo Sandoval Story.
- Primetime Emmy Awards 2001 : meilleur téléfilm pour For Love or Country: The Arturo Sandoval Story.
- 5e cérémonie des Satellite Awards 2001 : meilleur téléfilm pour For Love or Country: The Arturo Sandoval Story.
- 2002 : ALMA Awards du meilleur commentaire audio pour Ocean's Eleven partagé avec Bernie Mac et Brad Pitt.
- 2002 : Phoenix Film Critics Society Awards de la meilleure distribution dans un thriller pour Ocean's Eleven partagé avec Casey Affleck, Scott Caan, George Clooney, Matt Damon, Elliott Gould, Bernie Mac, Brad Pitt, Carl Reiner et Julia Roberts.
- 10e cérémonie des Critics' Choice Movie Awards 2005 : meilleure distribution dans un thriller pour Ocean's Twelve partagé avec Don Cheadle, George Clooney, Matt Damon, Bernie Mac, Brad Pitt, Julia Roberts et Catherine Zeta-Jones.
- 2006 : Imagen Foundation Awards du meilleur acteur dans un drame pour Adieu Cuba.
- 2007 : ALMA Awards du meilleur acteur dans un drame pour Adieu Cuba.
- 2007 : Teen Choice Awards de la meilleure distribution dans un thriller pour Ocean's Thirteen partagé avec George Clooney, Casey Affleck, Scott Caan, Don Cheadle, Matt Damon, Elliott Gould, Eddie Jemison, Bernie Mac, Brad Pitt, Shaobo Qin, Carl Reiner et Eddie Izzard.
- 2009 : Imagen Foundation Awards du meilleur acteur dans une comédie d'aventure pour Le Chihuahua de Beverly Hills.
- 2010 : Imagen Foundation Awards du meilleur acteur dans une comédie dramatique pour City Island.
- 15e cérémonie des Satellite Awards 2010 : Meilleur acteur dans une comédie dramatique pour City Island.
- 2012 : ALMA Awards du meilleur acteur dans un drame biographique pour Cristeros (2012).

## Voix françaises
En France, Bernard Gabay est la voix française régulière d'Andy García. Thierry Ragueneau et Vincent Violette l'ont également doublé respectivement à sept et cinq reprises.
Au Québec, il est régulièrement doublé par Jean-Luc Montminy.